# Air op de G-snaar
"Air op de G-snaar", ook bekend als "Air voor G-snaar", is een arrangement uit 1871 door August Wilhelmj van het tweede deel van Johann Sebastian Bachs Orkestsuite nr. 3 in D majeur, BWV 1068.
De bewerking verschilt van het origineel doordat het deel voor de eerste violen naar beneden getransponeerd is, zodat het ganse werk gespeeld kan worden op de laagste snaar van de viool (de G-snaar, vandaar de titel). Bij uitvoeringen wordt dat deel meestal gespeeld door één enkele viool (en niet door de eerste violen als een groep).

## Bachs origineel
Bachs derde orkestsuite in D-majeur, gecomponeerd in de eerste helft van de 18e eeuw, heeft een "Air" als tweede deel, volgend op de Franse ouverture als openingsdeel. De suite is gecomponeerd voor drie trompetten, pauken, twee hobo's, strijkers (twee vioolpartijen en een altvioolpartij) en basso continuo. In het tweede deel van de suite spelen echter alleen de strijkers en de continuo. Dit is het enige deel van de suite waarin alle andere instrumenten zwijgen.
De muziek van de "Air" is geschreven op vier notenbalken, voor eerste en tweede viool, altviool(en) en continuo. De verweven melodielijnen van de hoge strijkers contrasteren met de uitgesproken ritmische drive in de bas.

## Wilhelmjs arrangement
In 1871 bewerkte violist August Wilhelmj het tweede deel van Bachs derde orkestsuite voor viool en begeleiding door strijkers, piano of orgel (harmonium). Op de partituur schreef hij auf der G-Saite (op de G-snaar) boven de notenbalk voor de soloviool, waaraan dit arrangement zijn bijnaam ontleent.
In de versie van Wilhelmj is het stuk getransponeerd van de oorspronkelijke toonsoort (D majeur) naar C majeur. Vervolgens wordt het deel van de eerste violen een octaaf verder naar beneden getransponeerd en aan een soloviool gegeven die de hele melodie op de laagste snaar, de G-snaar, kan spelen. De door Wilhelmj aangebrachte dynamische markeringen passen meer bij een romantische interpretatie dan bij het barokke origineel.
Omdat de viool in het laagste register niet zo hard kan spelen, werden alle andere partijen in Bachs muziek in Wilhelmjs versie sterk gereduceerd: de klavierpartij moet staccato en pianissimo gespeeld worden, waardoor het effect van de verweven melodieën en de stuwende kracht in de bas verloren gaat. De begeleidende violen en altviolen spelen gedempt (con sordino), en de baspartij voor cello's en contrabassen moet pizzicato en sempre pianissimo gespeeld worden, met dezelfde verandering in het effect vergeleken met Bachs origineel.
Later circuleerde er een vals verhaal dat de melodie altijd bedoeld was om alleen op de G-snaar gespeeld te worden. De solovioolpartij in Wilhelmjs arrangement wordt soms op de countertenorcello gespeeld.
De bewerking van Wilhelmj heeft het stuk enorm populair gemaakt en hoewel zijn versie nog maar zelden wordt gespeeld, is zijn oorspronkelijke titel op de G-snaar of Air op de G-snaar behouden gebleven als de algemeen gebruikte naam voor verschillende bewerkingen, ongeacht of er een snaarinstrument op de G-snaar bij betrokken is of niet. De meeste van deze versies hebben met elkaar gemeen dat de originele melodie van de eerste violen in het lage register van een solo-instrument wordt gespeeld, begeleid door een reductie van het materiaal van de andere delen van Bachs stuk. Soms zijn er echter ook versies die meer in lijn liggen met het origineel van Bach en dezelfde naam dragen.

## In populaire muziek
- Het lied "A Whiter Shade of Pale" uit 1967 van Procol Harum gebruikte een maat of twee van "Air op de G-snaar" als uitgangspunt, aldus de schrijver Gary Brooker.
- De Nederlandse groep Ekseption nam een jazz-fusionversie op met de titel "Air", die in 1969 de nummer 1-positie in de Nederlandse hitlijst bereikte.
- De Duitse groep Sweetbox nam in 1997 een rapnummer op, "Everything's Gonna Be Alright", ondersteund door muziek van "Air op de G-snaar", dat een wereldhit werd.
- De Zweedse heavymetalband Sabaton gebruikte "Air op de G-snaar" als gitaarsolo voor het nummer "Hearts of Iron", het tiende nummer van hun album Heroes uit 2014.
- De Zuid-Koreaanse meidengroep Red Velvet gebruikt hun sample voor hun nummer "Feel My Rhythm" afkomstig van hun EP uit 2022 The ReVe Festival 2022 – Feel My Rhythm.

## In populaire cultuur
Van 1966 tot 1991 was een jazzversie van het stuk te horen op de Britse televisie in de reclamecampagne Happiness is a cigar called Hamlet.
In de James Bond-film The Spy Who Loved Me uit 1977 wordt dit fragment gebruikt terwijl de slechterik Karl Stromberg zijn assistent aan een haai voert.
In de film Se7en uit 1995 wordt het stuk gebruikt terwijl rechercheur Mills en Somerset door misdaadfoto's kijken.
Het stuk wordt gebruikt in de Japanse anime-apocalyptische sciencefictionfilm The End of Evangelion uit 1997, tegen het einde van de eerste helft van de film.
Het stuk is te horen in de derde Baby Einstein-video, Baby Bach.
De Japanse actiefilm Battle Royale uit 2000 heeft het stuk op de soundtrack.
In de 7e aflevering van de tv-animebewerking van Golgo 13 uit 2008, "Sharp Shoot on the G String", wordt Duke Togo benaderd door een prestigieuze violist van het London Symphony Orchestra, die zich tijdens het spelen van het stuk vernederd voelt omdat de G-snaar van zijn viool knapte. Duke wordt ingehuurd om op de G-snaar van de viool van zijn rivaal te schieten om hem zo te vernederen terwijl hij hetzelfde stuk speelt tijdens een concert voor een groot publiek.
De anime-bewerking uit 2022 van de manga "Record of Ragnarok", waarin beroemde mythologische en historische menselijke figuren vechten tegen de goden van verschillende culturen en religies, gebruikte een versie van dit lied, bekend als "massacre in the g battlefield", als de openingsmelodie voor Zeus, een van de strijders.
De horror-/sci-fi-film It's What's Inside uit 2024 bevat een bewerking van het stuk in de tweede akte, getiteld "It's Way More Fun Not Knowing In D Major."